# 구가와촌
구가와촌(貢川村)은 야마나시현 나카코마군에 설치되었던 촌이다. 현재의 고후시에 해당한다.